# Liste der Bodendenkmäler in Bayrischzell
Auf dieser Seite sind die Bodendenkmäler in der oberbayerischen Gemeinde Bayrischzell zusammengestellt. Diese Tabelle ist eine Teilliste der Liste der Bodendenkmäler in Bayern. Grundlage ist die Bayerische Denkmalliste, die auf Basis des Bayerischen Denkmalschutzgesetzes vom 1. Oktober 1973 erstmals erstellt wurde und seither durch das Bayerische Landesamt für Denkmalpflege geführt wird. Die folgenden Angaben ersetzen nicht die rechtsverbindliche Auskunft der Denkmalschutzbehörde.

## Bodendenkmäler der Gemeinde

### Bodendenkmäler im Ortsteil Bayrischzell
| Lage                                 | Objekt | Akten-Nr.     | Bild           |
| ------------------------------------ | --- | ------------- | -------------- |
| Bayrischzell Kirchplatz 1 (Standort) | Untertägige mittelalterliche und frühneuzeitliche Befunde im Bereich der Katholischen Pfarrkirche St. Margaretha und der Friedhofskapelle Zur Schmerzhaften Muttergottes in Bayrischzell und ihrer Vorgängerbauten. | D-1-8338-0041 | weitere Bilder |